# Rugby Europe Trophy 2018-19
El Rugby Europe Trophy o Seis Naciones C de la temporada 2018-2019 fue la tercera edición del tercer torneo en importancia de rugby en Europa por debajo del Seis Naciones y el Championship.
El campeón tendrá la posibilidad de ascender luego de disputar el repechaje frente al último lugar del Rugby Europe Championship 2019.

## Posiciones
| Pos. | País            | Encuentros | Encuentros | Encuentros | Encuentros | Tantos  | Tantos    | Tantos     | Puntos Bonus | Puntos |
| Pos. | País            | jugados    | ganados    | empatados  | perdidos   | a favor | en contra | diferencia | Puntos Bonus | Puntos |
| ---- | --------------- | ---------- | ---------- | ---------- | ---------- | ------- | --------- | ---------- | ------------ | ------ |
| 1    | Portugal        | 5          | 5          | 0          | 0          | 272     | 31        | +241       | 5            | 25     |
| 2    | Países Bajos    | 5          | 4          | 0          | 1          | 164     | 58        | +106       | 2            | 18     |
| 3    | Suiza           | 5          | 3          | 0          | 2          | 108     | 138       | −20        | 0            | 12     |
| 4    | Polonia         | 5          | 2          | 0          | 3          | 104     | 164       | -60        | 2            | 10     |
| 5    | Lituania        | 5          | 1          | 0          | 4          | 63      | 175       | −112       | 1            | 5      |
| 6    | República Checa | 5          | 0          | 0          | 5          | 59      | 205       | −146       | 1            | 1      |

Nota: Se otorgan 4 puntos por victoria, 2 por empate y 0 por derrota.
Puntos Bonus: 1 punto por convertir, al menos, 3 ensayos más que el rival en un partido (BO) y 1 al equipo que pierda por 7 o menos puntos de diferencia (BD).

## Partidos
| 29 de septiembre de 2018 | República Checa | 22 - 41 | Portugal | Stadion Mládeže, Zlín |  |

| 13 de octubre de 2018 | Lituania | 30 - 10 | República Checa | Šiaulių savivaldybės stadionas, Šiauliai |  |

| 3 de noviembre de 2018 | Polonia | 33 - 0 | Lituania | Stadion Miejski, Łódź |  |

| 17 de noviembre de 2018 | Suiza | 17 - 5 | República Checa | Stade Municipal, Yverdon-les-Bains |  |

| 17 de noviembre de 2017 | Polonia | 0 - 49 | Países Bajos | Arena Lublin, Lublin |  |

| 24 de noviembre de 2018 | Países Bajos | 36 - 15 | Suiza | NRCA Stadium, Ámsterdam |  |

| 16 de febrero de 2019 | Portugal | 65 - 5 | Polonia | Complexo Municipal de Atletismo, Setúbal |  |

| 9 de marzo de 2019 | Países Bajos | 5 - 18 | Portugal | NRCA Stadium, Ámsterdam |  |

| 16 de marzo de 2019 | Suiza | 14 - 48 | Portugal | Centre sportif de Colovray, Nyon |  |

| 16 de marzo de 2019 | República Checa | 22 - 24 | Países Bajos | Tarta Arena, Smíchov |  |

| 23 de marzo de 2019 | Portugal | 93 - 0 | República Checa | Complexo Desportivo, Caldas da Rainha |  |

| 23 de marzo de 2019 | Polonia | 25 - 28 | Suiza | Stadion Miejski, Lodz |  |

| 6 de abril de 2019 | Lituania | 7 - 49 | Portugal | Sporto centras, Jurbarkas |  |

| 13 de abril de 2019 | Suiza | 34 - 24 | Lituania | Stadion Breite, Schaffhausen |  |

| 8 de junio de 2019 | Lituania | 3 - 50 | Países Bajos | Panevėžio kūno kultūros ir sporto centras, Panevėžys |  |